# فو مينغ
فو مينغ (بالصينية: 傅明) (مواليد 5 يناير 1983) حكم صيني لكرة القدم. لقد كان حكمًا دوليًا كاملاً لفيفا منذ عام 2014. بعيداً عن عالم كرة القدم فو مينغ يعمل مدرس في كلية جينتشنغ بجامعة نانجينغ للملاحة الجوية والفضائية.
في 23 فبراير 2019 ، تم الإعلان عن تعيين فو مينغ من قبل اتحاد كرة القدم الصيني ليصبح أحد الحكام المحترفين في الصين.

## كأس آسيا 2019
| كأس آسيا 2019 - الإمارات العربية المتحدة | كأس آسيا 2019 - الإمارات العربية المتحدة | كأس آسيا 2019 - الإمارات العربية المتحدة | كأس آسيا 2019 - الإمارات العربية المتحدة |
| تاريخ                                    | مباراة                                   | مكان                                     | جولة                                     |
| ---------------------------------------- | ---------------------------------------- | ---------------------------------------- | ---------------------------------------- |
| 12 يناير 2019                            | اليمن – العراق                           | استاد الشارقة                            | مرحلة المجموعات                          |
| 21 يناير 2019                            | الإمارات العربية المتحدة – قرغيزستان     | ستاد مدينة زايد الرياضية                 | دور 16                                   |